# Efektivní déšť
Efektivní déšť je část deště, která způsobí povrchový odtok. 
Efektivní déšť (objem povrchového odtoku) = celkový objem srážek – infiltrace – intercepce – výpar – ztráty (odběr) – povrchová akumulace
Rozdíl mezi celkovou srážkou a efektivní srážkou je množství srážek, které se podílí na infiltraci, evaporaci, transpiraci, povrchové akumulaci a intercepci.
Objem efektivní srážky je třeba znát při navrhování vodohospodářských staveb, především těch pro protipovodňovou ochranu. Takové stavby se zpravidla navrhují na pětiletou srážku.